# Forum pour la coopération des syndicats
Le Szakszervezetek Együttműködési Fóruma (SzEF - Forum pour la coopération des syndicats) est une centrale syndicale hongroise affiliée à la Confédération européenne des syndicats.